# 上田短期大学附属幼稚園
上田短期大学附属幼稚園（うえだたんきだいがくふぞくようちえん）は、長野県上田市下之郷乙602にある上田短期大学が設置した附属の私立幼稚園である。

## 沿革

### 年表
- 1967年 - 長野大学の前身・本州大学の併設短大である本州女子短期大学が開学。幼児教育科を設置。
- 1973年 - 本州女子短期大学は上田女子短期大学へ改称。学校法人本州大学から経営分離し、新たに北野建設等によって設立された学校法人上田女子短期大学へ運営を移管。
- 1978年 - 上田女子短期大学附属幼稚園開園。
- 1987年12月 - 設置法人名を学校法人北野学園に改称。
- 2025年4月 - 短期大学の名称変更に伴い上田短期大学附属幼稚園へ改称。

## 教育方針
- 生き生きしている子ども
- 健康な子ども
- 感性豊かな子ども

## 教育の特徴
- 園庭の他、広大な敷地の裏山がある。裏山を使った保育が盛んに行われている。
- 上田短期大学のキャンパス内に設置されている。
- 上田短期大学の教育実習のほか、中学生の職場体験などを受け入れている。

## 教育組織
園長
- 新増由香

## 交通アクセス
- 上田電鉄別所線大学前駅から徒歩約7分。
- 園児の通園には、園バスが運行されている。